# Calvin Smith
Calvin Smith (Bolton (Mississippi), 8 januari 1961) is een Amerikaanse voormalige atleet. Van 1983 tot 1988 bezat hij het wereldrecord op de 100 m en was tweevoudig wereldkampioen op de 200 m. Smith was zonder twijfel een van de beste sprinters ter wereld in de jaren tachtig. Toch was hij een stil en bescheiden persoon, die in de schaduw van Carl Lewis liep. In totaal nam hij tweemaal deel aan de Olympische Spelen en won hierbij één gouden en één bronzen medaille.

## Biografie
Op de eerste wereldkampioenschappen in 1983 won Smith goud op de 200 m en de 4 × 100 m estafette. Op dit laatste onderdeel liep het team van de Verenigde Staten een wereldrecord. Ook behaalde hij zilver op de 100 m na Lewis. 1983 was ook het jaar, waarin Smith 9,93 s liep. Dit gebeurde tijdens het US Olympic Festival in het Amerikaanse Colorado Springs op 3 juli 1983. Hij verbrak hiermee het wereldrecord op de 100 m van Jim Hines, dat bijna vijftien jaar had stand gehouden. Smith sprintte datzelfde jaar als eerste atleet ter wereld op één avond onder de 20 seconden op de 200 (19,99) en onder de 10 seconden op de 100 m (9,97). Deze tijden werden gelopen tijdens de atletiekmeeting in Zürich, Zwitserland, op 24 augustus 1983.
In 1984 won Calvin Smith op de Olympische Spelen van Los Angeles goud op de 4 × 100 m estafette. Samen met zijn teamgenoten Sam Graddy, Ron Brown en Carl Lewis verbeterde het Amerikaanse viertal het wereldrecord tot 37,83 en versloeg hiermee de estafetteploegen uit Jamaica (zilver; 38,62) en Canada (brons; 38,70). Op de wereldkampioenschappen in 1987 verdedigde hij met succes zijn wereldtitel op de 200 m.
Op de Olympische Spelen van 1988 in Seoel was Smith betrokken bij een van de meest controversiële 100 meterfinales ooit. Uiteindelijk won hij brons en overschreed Ben Johnson als eerste de finishlijn voor Lewis, Linford Christie en Smith. Maar Johnson testte positief op anabole steroïde en zijn gouden medaille werd hem afgenomen. De finale werd beschouwd als een van de oneerlijkste aller tijden: Lewis gaf later toe driemaal positief te hebben getest tijdens de trials en ook Christies urine bevatte sporen van een verboden product. Smith zelf is nooit positief getest op doping. Smith zei later: "Ik had de goudenmedaillewinnaar moeten zijn". In the ESPN-documentaire 9.79* stelt de latere zilverenmedaillewinnaar Christie, en de film van de race toont dit ook aan, dat Lewis "buiten zijn baan liep... twee tot drie keer" tijdens de race, wat automatisch had moeten leiden tot de diskwalificatie van Lewis. Dit zou hebben betekend, dat Smith ten minste was opgeschoven naar de zilveren medaillepositie.

## Titels
- Olympisch kampioen 4 × 100 m - 1984
- Wereldkampioen 200 m - 1983, 1987
- Wereldkampioen 4 × 100 m - 1983
- AAA-kampioen 100 m - 1983, 1990
- Amerikaans kampioen 200 m - 1982

## Persoonlijke records
| Onderdeel | Prestatie    | Datum            | Plaats           |
| --------- | ------------ | ---------------- | ---------------- |
| 100 m     | 9,93 (ex-WR) | 3 juli 1983      | Colorado Springs |
| 200 m     | 19,99        | 24 augustus 1983 | Zürich           |

## Palmares

### 100 m
- 1980:  Pan-Amerikaanse juniorenkamp. - 10,51 s
- 1981:  Universiade - 10,26 s
- 1983:  WK - 10,21 s
- 1988:  OS - 9,99 s
- 1988:  Grand Prix Finale - 10,12 s (wind)
- 1992:  Wereldbeker - 10,33 s
- 1993:  Grand Prix Finale - 10,44 s

### 200 m
- 1980:  Pan-Amerikaanse juniorenkamp. - 20,94 s (wind)
- 1983:  WK - 20,14 s
- 1985:  Grand Prix Finale - 20,54 s
- 1987:  WK - 20,16 s

### 4 × 100 m
- 1983:  WK - 37,86 s (WR)
- 1984:  OS - 37,83 s (WR)
- 1992:  Wereldbeker - 38,48 s

1912: Jacobs, Macintosh, d'Arcy, Applegarth ·
1920: Paddock, Scholz, Murchison, Kirksey ·
1924: Clarke, Hussey, Leconey, Murchison ·
1928: Wykoff, Quinn, Borah, Russell ·
1932: Kiesel, Toppino, Dyer, Wykoff ·
1936: Owens, Metcalfe, Draper, Wykoff ·
1948: Ewell, Wright, Dillard, Patton ·
1952: Smith, Dillard, Remigino, Stanfield ·
1956: Murchison, King, Baker, Morrow ·
1960: Cullmann, Hary, Mahlendorf, Lauer ·
1964: Drayton, Ashworth, Stebbins, Hayes ·
1968: Greene, Pender, Smith, Hines ·
1972: Black, Taylor, Tinker, Hart ·
1976: Glance, Jones, Hampton, Riddick ·
1980: Moeravjov, Sidorov, Prokofjev, Aksinin ·
1984: Graddy, Brown, Smith, Lewis ·
1988: Bryzgin, Krylov, Moeravjov, Savin ·
1992: Marsh, Burrell, Mitchell, Lewis ·
1996: Esmie, Gilbert, Surin, Bailey ·
2000: Drummond, Williams, Lewis, Greene ·
2004: Gardener, Campbell, Devonish, Lewis-Francis ·
2008: Bledman, Burns, Callender, Thompson ·
2012: Carter, Frater, Blake, Bolt ·
2016: Powell, Blake, Ashmeade, Bolt ·
2020: Desalu, Jacobs, Patta, Tortu ·
2024: Brown, Blake, Rodney, De Grasse
1983 Calvin Smith ·
1987 Calvin Smith ·
1991 Michael Johnson ·
1993 Frankie Fredericks ·
1995 Michael Johnson ·
1997 Ato Boldon ·
1999 Maurice Greene ·
2001 Konstantinos Kenteris ·
2003 John Capel ·
2005 Justin Gatlin ·
2007 Tyson Gay ·
2009 Usain Bolt ·
2011 Usain Bolt ·
2013 Usain Bolt ·
2015 Usain Bolt ·
2017 Ramil Goelijev ·
2019 Noah Lyles ·
2022 Noah Lyles ·
2023 Noah Lyles
1983 King, Gault, Smith, Lewis ·
1987 McRae, McNeill, Glance, Lewis ·
1991 Cason, Burrell, Mitchell, Lewis ·
1993 Drummond, Cason, Mitchell, Burrell ·
1995 Esmie, Gilbert, Surin, Bailey ·
1997 Esmie, Gilbert, Surin, Bailey ·
1999 Drummond, Montgomery, Lewis, Greene ·
2001 Nagel, du Plessis, Newton, Quinn ·
2003 Capel, Williams, Patton, Johnson ·
2005 Doucouré, Pognon, De Lépine, Dovy ·
2007 Patton, Spearmon, Gay, Dixon ·
2009 Mullings, Frater, Bolt, Powell ·
2011 Carter, Frater, Blake, Bolt ·
2013 Carter, Bailey-Cole, Ashmeade, Bolt ·
2015 Carter, Powell, Ashmeade, Bolt ·
2017 Ujah, Gemili, Talbot, Mitchell-Blake ·
2019 Coleman, Gatlin, Rodgers, Lyles ·
2022 Brown, Blake, Rodney, De Grasse ·
2023 Coleman, Kerley, Carnes, Lyles